# Tegernsee (ville)
Pour les articles homonymes, voir Tegernsee.
Tegernsee est une petite ville allemande de Bavière, située dans l'arrondissement de Miesbach, dans le district de Haute-Bavière. Située sur la rive du lac Tegern, elle est bien connue pour son abbaye et pour sa brasserie.

## Géographie
La ville se situe sur la rive orientale du lac Tegern (Tegernsee), à 53 kilomètres au sud de Munich et à 15 kilomètres au sud-ouest de Miesbach. C'est une station touristique et climatique au pied des Préalpes bavaroises. Le territoire communal s'étend sur la surface tout entière du lac.
La gare de Tegernsee est desservie par les trains Regionalbahn de la Bayerische Oberlandbahn. La Bundesstraße 307 (Rottach-Egern–Gmund am Tegernsee) traverse la ville. 

## Histoire

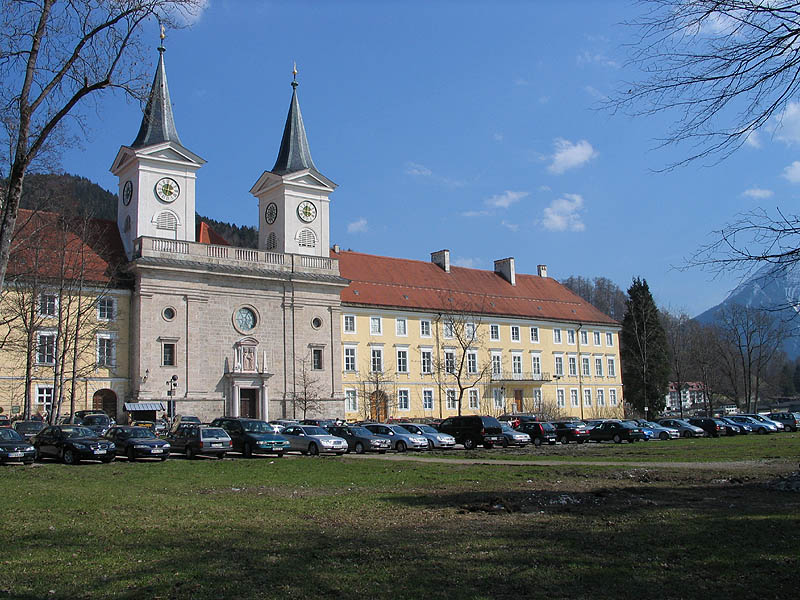
Château de Tegernsee.

L'abbaye de Tegernsee au bord du lac Tegern a été fondée au VIIIe siècle, lorsque la région faisait partie du duché de Bavière. L'abbaye abritait la plus importante communauté bénédictine de Bavière jusqu'à sa sécularisation en 1803. La colonie qui a surgi avant l'entrée dans le monastère était la résidence des ministériels et de la population rurale du domaine.
Les bâtiments du monastère, aujourd'hui baptisés « château de Tegernsee » (Schloss Tegernsee), ont été acquis par le roi Maximilien Ier Joseph de Bavière et sont encore aujourd'hui la propriété de la famille de Wittelsbach. Le jardin du château a été conçu selon les plans de Friedrich Ludwig von Sckell à partir de 1820. Au XIXe siècle, Tegernsee devient une station climatique et un lieu de villégiature (Sommerfrische). L'ancienne église de l'abbaye abrite aujourd'hui la paroisse Saint-Quirin. D'autres dépendances de l'abbaye abritent un restaurant et le collège de la ville (Gymnasium Tegernsee). L'aile nord abrite une brasserie, la Herzoglich Bayerisches Brauhaus Tegernsee.

## Démographie
| 1840 | 1871  | 1900  | 1925  | 1939  | 1950  | 1961  | 1970  | 1987  |
| ---- | ----- | ----- | ----- | ----- | ----- | ----- | ----- | ----- |
| 755  | 1 119 | 1 619 | 2 466 | 2 655 | 5 362 | 4 398 | 4 057 | 4 099 |

| 2000  | 2005  | 2009  | - | - | - | - | - | - |
| ----- | ----- | ----- | - | - | - | - | - | - |
| 3 957 | 3 975 | 3 944 | - | - | - | - | - | - |

## Économie
La société Herzoglich Bayerisches Brauhaus Tegernsee, détenue par la famille Wittelsbach, est le successeur de la brasserie du monastère documentée depuis 1675.

## Jumelage

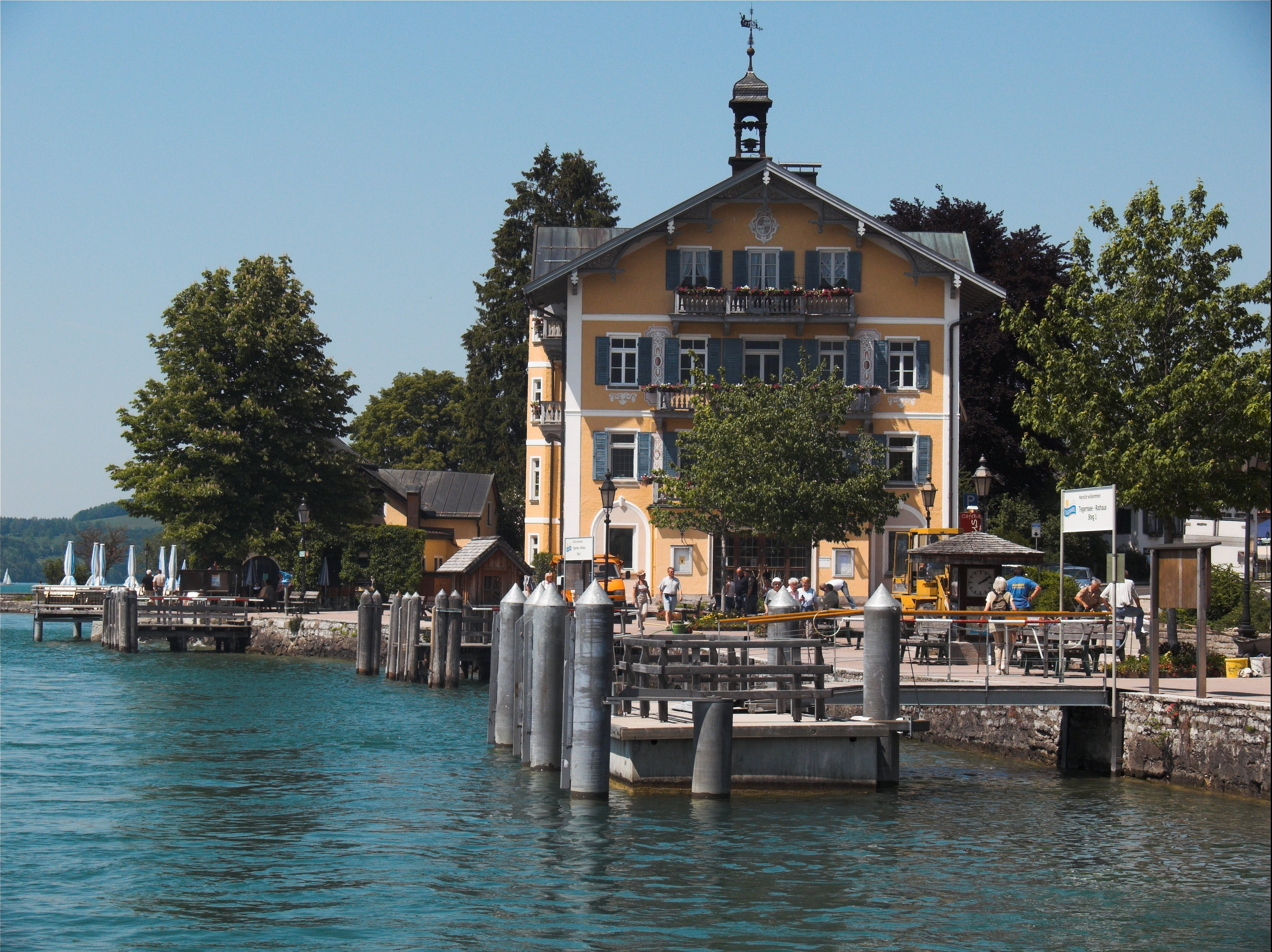
Hôtel de ville.

La ville de Tegernsee est jumelée avec :
- Dürnstein (Autriche) en Basse-Autriche ;
- Caldaro sulla Strada del Vino (Italie) dans le Tyrol du Sud.

## Personnalités
- Egid Quirin Asam (1692–1750), sculpteur et stucateur du baroque tardif ;
- Amalie von Lerchenfeld (1808-1888), meurt à Tegernsee ;
- Joseph Kriechbaumer (1819–1902), entomologiste ;
- John Emerich Edward Dalberg-Acton (1834–1902), historien et homme politique, meurt à Tegernsee ;
- Oskar Messter (1866-1943), pionnier du cinéma, meurt à Tegernsee ;
- Ludwig Thoma (1867–1921), écrivain et éditeur, meurt à Tegernsee ;
- Hedwig Courths-Mahler (1867-1950), romancière et scénariste, meurt à Tegernsee ;
- Olaf Gulbransson (1873-1958), peintre, dessinateur, graphiste et caricaturiste, meurt à Tegernsee ;
- Marie Gabrielle en Bavière (1878-1912), fille du duc Charles-Théodore en Bavière (1839-1909) ;
- Max Friz (1883-1966), cofondateur de BMW, meurt à Tegernsee ;
- Karl von Eberstein (1894-1979), polticien du régime nazi, meurt à Tegernsee ;
- Hans Estner (né en 1951), biathlète ;
- Eva Mattes (née en 1954), actrice ;
- Michael Veith (né en 1957), skieur alpin ;
- Peter Schlickenrieder (né en 1970), fondeur ;
- Marcus H. Rosenmüller (né en 1973), réalisateur et scénariste ;
- Florian Busch (né en 1985), joueur de hockey sur glace.